# Oudenzijlstermolenpolder
De Oudenzijlstermolenpolder is een voormalig waterschap (molenpolder) in de provincie Groningen.
De polder lag aan de oostkant van het Boterdiep tussen Bedum en Onderdendam. Het Kromme Kardingermaar vormde de noordgrens en het Kardinger Buitenmaar de oostgrens. De zuidgrens werd gevormd door de Noordelijke Wolddijk. De molen van het schap stond aan de Wolddijk op zo'n 300 m van het Boterdiep, op de plaats waar nu het gemaal Oudezijl staat. De voornaamste watergang was de Rodeschoolstertocht, die langs de Wolddijk liep en naar de buitenplaats Rodeschool was genoemd. 
Waterstaatkundig gezien ligt het gebied sinds 1995 binnen dat van het waterschap Noorderzijlvest.

## Naam
De polder is genoemd naar de zijl in het Boterdiep, waar de Wolddijk het kanaal sneed. Dit was nagenoeg op de plek waar de polder zijn water loosde.